# Plac Karola
Plac Karola (czeski: Karlovo náměstí) – plac miejski na Nowym Mieście w Pradze, w Czechach. Jest to jeden z największych placów na świecie i bardzo prawdopodobne, że największy średniowieczny plac w Europie. Założony w 1348 roku jako główny plac Nowego Miasta przez Karola IV, był znany jako Dobytčí trh (rynek bydlęcy) w XV wieku i ostatecznie jego nazwa pochodząca od założyciela została nadana w 1848 roku. Centralna część placu została przekształcona w park w 1860 r.
Plac jest teraz jednym z głównych węzłów komunikacyjnych centrum miasta ze stacją metra Karlovo náměstí oraz licznymi liniami tramwajowymi.